# Ua (Waffe)

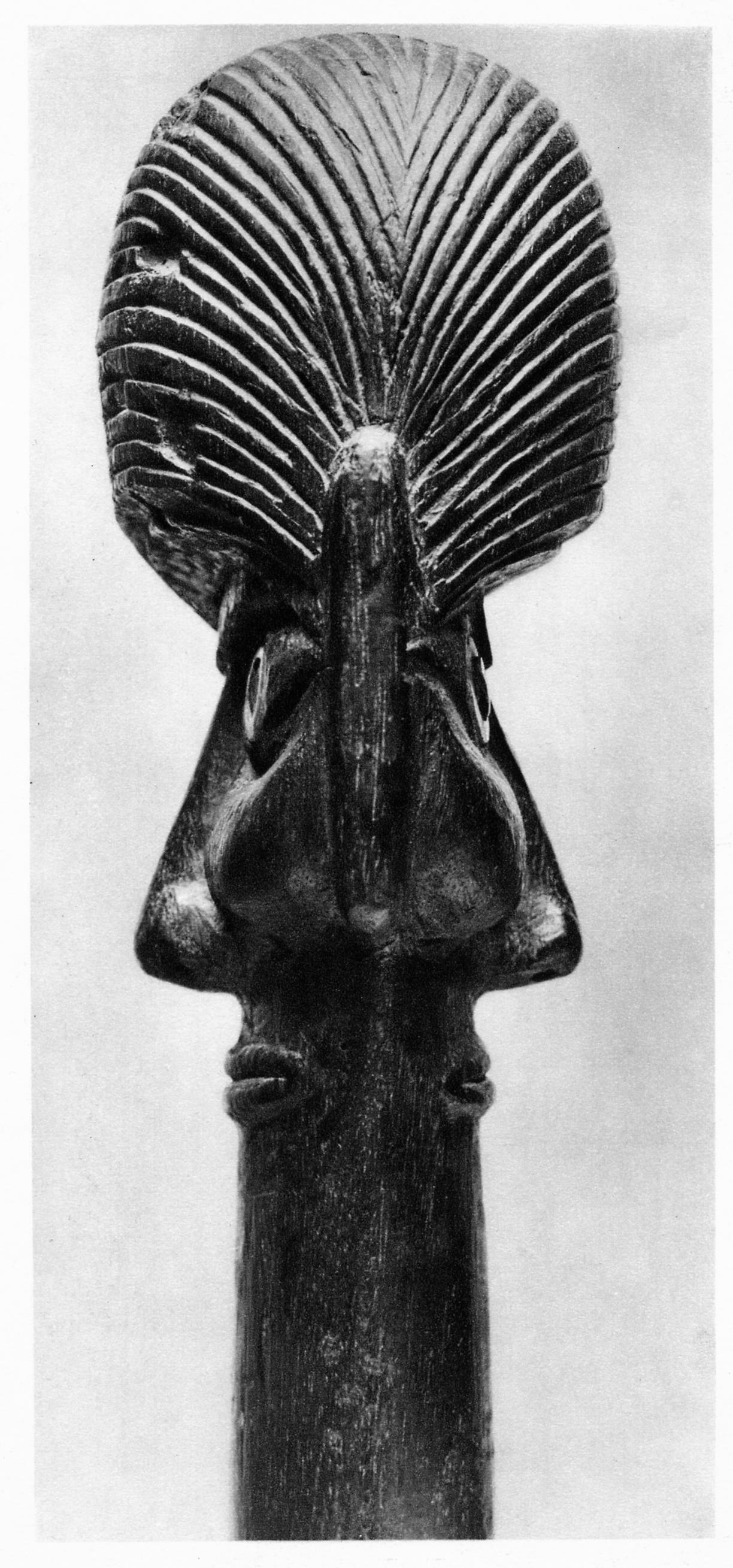
Seitenansicht

Die Ua (Uʻa, hua) ist eine Stabkeule der Osterinsel (Rapa Nui).

## Beschreibung
Die Ua besteht aus dem harten Holz  des Toromiro-Baumes. Das Griffstück ist rund gearbeitet. Der Schlagkopf ist rund und verbreitert gestaltet. Auf der Vorder- und Rückseite des Schlagkopfes sind janusköpfige stilisierte  Gesichter ausgearbeitet. Die Augen der Gesichter bestehen aus Knochen und Obsidian. Durch die extreme Holzknappheit auf den Osterinseln war die Ua eine kostspielige Waffe, die nur den Häuptlingen als Standeswaffe zur Verfügung stand. Genaue Fotos (siehe Weblinks). Die Ua wird von den Ureinwohnern der Osterinsel benutzt.